# Arthur Wiegels
Arthur Wiegels (* 25. Februar 1891; † 22. Februar 1932 in Schwinde) war ein deutsches Mitglied der NSDAP und der SA.

## Leben
Wiegels, ein Landwirt aus Rönne, trat am 1. Dezember 1931 in die NSDAP und die SA ein. Am 22. Februar 1932 nahm er als Zuhörer an einem Sprechabend des Sozialdemokraten und Geschäftsführers des Kleinbauernbundes des Kreises Harburg Kurt Gellert in der Gaststätte Harms am Elbdeich in Schwinde teil, der in Begleitung seiner Frau und einer Sekretärin war. Nach Ende der Veranstaltung näherte Wiegels sich dem Ehepaar Gellert in stark angetrunkenem und aggressivem Zustand auf der Straße vor der Gaststätte, schlug Gellerts Frau und bedrängte Gellert. Gellert trug, da er in der Vergangenheit mehrmals von Nationalsozialisten bedrängt und angegriffen worden war, eine Schusswaffe bei sich. Zudem hatte er kurz zuvor festgestellt, dass die Reifenventile seines Kraftwagens entfernt worden waren, weswegen er einen bevorstehenden Anschlag befürchtete, dem sich zu entziehen man ihm durch die Unbrauchbarmachung seines Wagens unmöglich zu machen plante. Als Wiegels handgreiflich wurde, schoss Gellert mehrmals auf Wiegels und tötete ihn. In Harburg-Wilhelmsburg stellte er sich dann der Polizei. Das Landgericht Lüneburg stellte das Totschlagverfahren gegen Gellert ein, da es aufgrund der Beweislage zu der Auffassung kam, dass dieser in Notwehr gehandelt habe. Nach 1933 floh Kurt Gellert vor den Nachstellungen der Nationalsozialisten ins Ausland, erst in die Niederlande und später nach Schweden, wo er 1990 verstarb.

## Nachwirken in der NS-Propaganda als angebliches „Blutopfer der Partei“
Ein Bild von Arthur Wiegels als angebliches „Blutopfer der Partei“ sollte in einer Nazi-Ehrenhalle in Buchholz aufgehängt werden.
Nach Wiegels wurde die Arthur-Wiegels-Straße der NS-Neusiedlung Otto-Telschow-Stadt (heute: Stadtteil Surheide) in Bremerhaven benannt, die später in Illerstraße umbenannt wurde. In Burgdorf wurde die Schillerstraße während der NS-Zeit in  Arthur-Wiegels-Straße umbenannt.
Am Todesort von Wiegels in Schwinde wurde während der NS-Zeit ein Ehrenmal für ihn eingerichtet und jährlich am 9. November seines Todes gedacht.